# Jonathan Urretaviscaya
Jonathan Matías Urretaviscaya da Luz, genannt Urreta oder El Rayo, (* 19. März 1990 in Montevideo) ist ein uruguayischer Fußballspieler.

## Karriere

### Verein
Urretaviscaya begann seine Profikarriere 17-jährig beim uruguayischen Club River Plate Montevideo. Dort debütierte er am 16. Februar 2008 im Spiel gegen Liverpool und steuerte dabei ein Tor zum 2:0-Sieg seiner Mannschaft bei. In der Clausura 2008 erzielte er sodann in 15 Spielen neun Tore, ehe er am 24. Juli 2008 beim portugiesischen Club Benfica Lissabon als Neuzugang vorgestellt wurde. Bei seinem neuen Club, für den er direkt bei seinem ersten Einsatz am 26. Juli 2008 im Freundschaftsspiel gegen die Blackburn Rovers traf, absolvierte er in der ersten Saison jedoch – aufgrund starker Konkurrenz auf seiner Position durch Angel Di María und José Antonio Reyes – nur zehn Spiele, davon eines über 90 Minuten. Sein erstes Ligator schoss er am vorletzten Spieltag der Saison 2008/09 gegen Sporting Braga. Sein erstes Europapokalspiel bestritt der 1,73 m große Mittelfeldspieler am 18. September 2008 bei der 2:3-Niederlage gegen den SSC Neapel. Als in der Folgesaison lediglich ein weiterer Einsatz hinzukam, wechselte er für das Torneo Clausura 2010 in seine Heimat zu Peñarol, wo er in seinen 17 Saisonspielen viermal traf und somit zum Titelgewinn in der uruguayischen Meisterschaft beitrug. In der Saison 2010/11 unternahm er einen erneuten Anlauf, im europäischen Fußball Fuß zu fassen, kam jedoch in Spanien bei Deportivo La Coruña lediglich auf sechs torlose Einsätze. Urretaviscaya kehrte abermals nach Uruguay zurück. Im Torneo Clausura 2011 der höchsten uruguayischen Spielklasse traf dort er in acht Spielen für Peñarol dreimal. Mit den Aurinegros erreichte er zudem die Finalspiele bei der Copa Libertadores 2011 gegen den FC Santos, wo Urretaviscaya als Einwechselspieler im Finalrückspiel zum Zug kam, die Niederlage jedoch auch nicht verhindern konnte. Seit der Saison 2011/12 stand er im Kader des portugiesischen Klubs Vitória Guimarães. Dort absolvierte er 14 Ligaspiele (zwei Tore). Nach Beendigung der Ausleihe kehrte er zu Benfica zurück. In der Spielzeit 2012/13 sind dort je vier weitere Spiele in Portugals Erster Liga (ein Tor) sowie in der Liga de Honra bei Benficas Zweiter Mannschaft (zwei Tore) verzeichnet. Zudem lief er in zwei Europa League Begegnungen sowie je einer Partie des Taça de Portugal und der Copa de la Liga auf. In der nachfolgenden Saison 2013/14 kam er lediglich 23-mal bei der Zweitvertretung in der Liga de Honra zum Zug und schoss vier Tore.
Am 1. September 2014 wechselte er auf Leihbasis zum Ligakonkurrenten FC Paços de Ferreira. Beim Klub aus Paços de Ferreira bestritt er 14 Ligaspiele und erzielte fünf Tore. Am 26. Januar 2015 unterschrieb er im Rahmen einer sechsmonatigen Ausleihe einen Vertrag bei Peñarol und nahm im Anschluss bereits das Training bei den Montevideanern auf. In der Clausura 2015 bestritt er bei den "Aurinegros" 14 Erstligaspiele und schoss sieben Tore.  Ende Juni 2015 wechselte er nach Mexiko zu CF Pachuca, das zuvor den Abgang des auf der gleichen Position spielenden Jürgen Damm hinnehmen musste. Er absolvierte bei den Mexikanern 78 Erstligaspiele und schoss 13  Tore. Zudem kam in der Copa México sowie in der mit 1:0 verlorenen Begegnung der Campeón de Campeones gegen Tigres und im CONCACAF Champions Cup zum Einsatz. Nach einem Engagement für CF Monterrey kehrte er 2020 nach Uruguay zurück und schloss sich Peñarol Montevideo an.

### Nationalmannschaft
Urretaviscaya gehörte der uruguayischen U-15-Auswahl an, in der er unter Trainer Ángel Castelnoble am 25. Oktober 2005 in der Partie gegen Bolivien bei der U-15-Südamerikameisterschaft 2005 debütierte und eines seiner insgesamt zwei Länderspiele für dieses Team bestritt. Schon im Folgejahr griff am 7. Juni 2006 erstmals auch Roland Marcenaro, der Trainer der U-17, im Freundschaftsspiel gegen Chile auf seine Dienste zurück. Er wurde sodann für die U-17-Südamerikameisterschaft 2007 nominiert. Bei diesem Turnier war er Stammspieler und absolvierte vier Partien in Ecuador, in denen er zwei Tore erzielte. Seine Bilanz in der U-17 weist insgesamt neun Spiele und fünf Treffer aus. Auch in der von Diego Aguirre trainierten U-20 kam er zum Zug und feierte sein Debüt auf Nationalmannschaftsebene in dieser Altersklasse am 1. Dezember 2007. Gegner dieses Länderspiels waren die USA. In der Folge kam er in dieser Auswahl 17 Mal zum Einsatz und schoss acht Tore. Er war Teil des Aufgebots bei der U-20-Südamerikameisterschaft 2009 und nahm ebenfalls an der U-20-Fußball-Weltmeisterschaft 2009 in Ägypten teil. In letztgenanntem Turnier absolvierte er drei Spiele, bei denen er zwei Tore schoss. Nationaltrainer Óscar Tabárez berief ihn sodann auch in die Olympiaauswahl. Dort bestritt er sein erstes von vier Länderspielen am 11. Juli 2012 gegen Chile. Beim Fußballturnier der Olympischen Spiele 2012 in London gehörte Urretaviscaya dem uruguayischen Aufgebot an.

## Erfolge
- CONCACAF Champions League: 2016/17 mit CF Pachuca
- Gewinn der Taça da Liga 2009 mit Benfica Lissabon
- Uruguayischer Meister: 2009/10